# Серии Оцеляване (1993)
Сериите Оцеляване (1993) (на английски: Survivor Series) е седмото годишно pay-per-view събитие от поредицата Серии Оцеляване, продуцирано от Световната федерация по кеч (WWF). То се провежда на 24 ноември 1993 г. в Бостън, Масачузетс.

## Обща информация
Събитието се състои от четири мача с елиминиране и двубой за отборните титли на Smoky Mountain Wrestling. В мача на основното събитие отбора на Всички американци, отбор на кечисти фейсове от САЩ, се изправя срещу Чуждестранните фанатици, отбор от хийлове, които представляват други страни. Всеамериканците спечелват мача, когато Лекс Лугър остава последният човек. В друг мач четирима членове на семейство Харт се бият срещу Шон Майкълс и група маскирани мъже. Първоначалният план е Харт да се изправи срещу Джери Лоулър, с когото има вражда, но Лоулър не е в състояние да се яви на събитието, след като е уволнен, след обвинения в изнасилване на 15-годишно момиче. Харт печели мача, но конфронтация между Брет Харт и Оуен Харт след мача кара Оуен да се обърне срещу семейството на следващата година.

## Резултати
| №                                                                        | Резултати | Правила                               | Време |
| ------------------------------------------------------------------------ | --- | ------------------------------------- | ----- |
| 1Т                                                                       | Били Гън побеждава Бруклинския бияч | Индивидуален мач                      | 07:46 |
| 2                                                                        | 1-2-3 Хлапето, Марти Джанети, Ренди Савидж и Рейзър Рамон поб. Адам Бомб, Дизел, Ървин Р. Шистър и Рик Мартел (с Харви Уипълман)                                                                                          | Сървайвър елиминационен мач 4 срещу 4 | 26:58 |
| 3                                                                        | Семейство Харт (Брет Харт, Брус Харт, Кейт Харт и Оуен Харт) (със Стю Харт) поб. Шон Майкълс и Неговите рицари (Черният рицар, Синият рицар, Червеният рицар и Шон Майкълс)                                               | Сървайвър елиминационен мач 4 срещу 4 | 30:57 |
| 4                                                                        | Небесните тела (Джими Дел Рей и Том Причард) (с Джим Корнет) поб. Рокендрол Експрес (Рики Мортън и Робърт Гибсън) (ш) | Отборен мач за Отборни титли на SMW   | 13:41 |
| 5                                                                        | Дърварите (Дърваря Буч и Дърваря Люк) и Мъже на мисия (Мейбъл и Mo) (с Оскар) поб. Бам Бам Бигелоу, Бастион Бугер и Разбивачите на глави (Фату и Саму) (с Афа Аноаи и Луна Вашон)                                         | Сървайвър елиминационен мач 4 срещу 4 | 10:58 |
| 6                                                                        | Всички американци (Лекс Лугър, Братята Стайнър (Рик Стайнър и Скот Стайнър) и Гробаря (с Пол Беърър) поб. Чуждестранните фанатици (Кръш, Квебека Жак, Лудвиг Борга и Йокозуна) (с Джим Корнет, Джони Поло и Мистър Фуджи) | Сървайвър елиминационен мач 4 срещу 4 | 27:59 |
| - (ш) – указва шампиона/шампионите в мача - Т – показва, че мача е тъмен | |                                       |       |